# جاك بوتلاند
جاك بوتلاند (بالإنجليزية: Jack Butland)‏ (مواليد 10 مارس 1993 في بريستول، إنجلترا) لاعب كرة قدم إنجليزي يجيد اللعب في مركز حارس المرمى ويلعب حاليا في نادي ستوك سيتي الإنجليزي.

## روابط خارجية
- جاك بوتلاند على موقع الاتحاد الدولي (مؤرشف)  (الإنجليزية)
- جاك بوتلاند على موقع الاتحاد الأوربي (الإنجليزية)
- جاك بوتلاند على موقع قاعدة بيانات كرة القدم.إي يو (الإنجليزية)
- جاك بوتلاند على موقع ناشيونال فوتبول تيمز (الإنجليزية)
- جاك بوتلاند على موقع Soccerbase.com (لاعب) (الإنجليزية)
- جاك بوتلاند على موقع Soccerway.com (الإنجليزية)
- جاك بوتلاند على موقع عالم كرة القدم.نت (الإنجليزية)
- جاك بوتلاند على موقع أوليمبيديا (الإنجليزية)
- جاك بوتلاند على موقع اللجنة الأولمبية البريطانية (الإنجليزية)
- جاك بوتلاند على موقع AS.com (الإسبانية)